# Дунаева
Дунаева — река в России, протекает в Томской области. Устье реки находится в 181 км по правому берегу реки Елтырёва. Длина реки составляет 87 км, площадь водосборного бассейна 931 км².

## Бассейн
- Извилистый
- 25 км: Лосинка
  - Гаврилушкин
- Стёпина
- Сосновый
- Верхняя Дунаева
- Левая Дунаева
- 86 км: Еланная

## Данные водного реестра
По данным государственного водного реестра России относится к Верхнеобскому бассейновому округу, водохозяйственный участок реки — Кеть, речной подбассейн реки — бассейн притоков (Верхней) Оби от Чулыма до Кети. Речной бассейн реки — (Верхняя) Обь до впадения Иртыша.